# Colombe Jacobsen-Derstine
Pour les articles homonymes, voir Colombe (homonymie) et Jacobsen.
Colombe Jacobsen-Derstine, dite Colombe Jacobsen, née le 21 décembre 1977 à Chicago, en Illinois, aux (États-Unis), est une actrice américaine.

## Biographie

### Jeunesse
Colombe Jacobsen-Derstine est née le 21 décembre 1977 à Chicago, en Illinois, aux (États-Unis).

## Filmographie
- 1993 : La Star de Chicago (Rookie of the Year) de Daniel Stern : Becky
- 1994 : Les Petits Champions 2 de Sam Weisman : Julie Gaffney
- 1996 : Les Petits Champions 3 de Robert Lieberman  : Julie "The Cat" Gaffney
- 2002 : Men in Black II de Barry Sonnenfeld : Hailey
- 2002 : Moonlight Mile de Brad Silberling : 'Patty
- 2003 : Searching for Haizmann de Scott Gordon et Ron Meyer : Hannah Allen
- 2007 :  Descent de Talia Lugacy (en) : Nadia